# 2S4自走迫擊砲

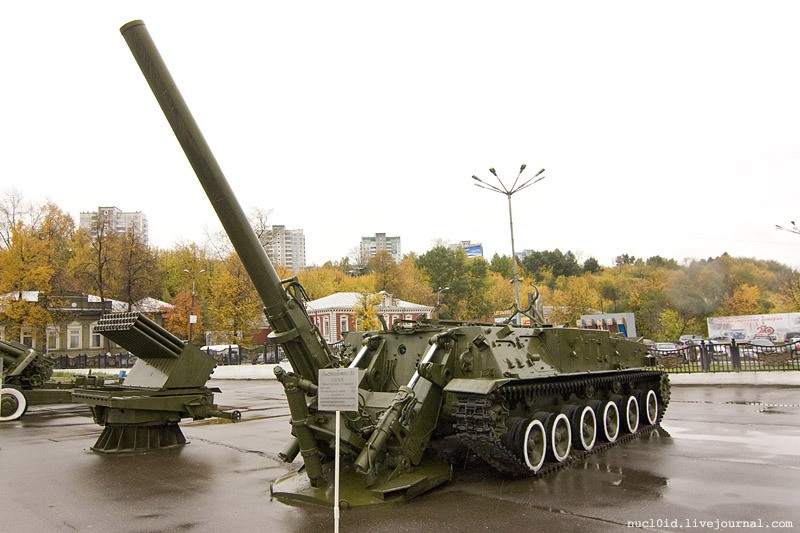
2S4 240公釐自走迫擊砲

2S4「鬱金香」迫擊砲（Tyulpan）是蘇聯設計製造的一種自走迫擊砲。此砲是目前世界上口徑最大的自走迫擊砲。

## 名稱
因為該迫擊炮於1975年首次發現已配屬蘇聯陸軍服役，故北約給予「M-1975」之代號（蘇聯型號為「SM-240」，縮寫為2S4）。2S4在俄羅斯的代號是“индекс ГАБТУ — объект 305)”，意思是“GABTU系列的第305號工程”，GABTU是「俄羅斯國防部火箭炮兵裝備總局」的簡寫。
2S4的俄語名稱是“2С4 «Тюльпан» ”，其中Тюльпан是“鬱金香”的意思。

## 特點
2S4於1970年代初由烏拉爾運輸與機械工業（Uraltransmash）發展，結構上與2S3和2S5兩種152公釐自走砲共用部分零組件。底盤選用GMZ裝甲布雷車，車體由鋼板焊接而成，並強化抗彈能力，以防禦小口徑武器和砲彈破片。
空間布置為，駕駛和車長位於車輛左前方的駕駛艙，右前方則為動力艙，車體後半部為乘員／戰鬥艙。車長配備1個可360度旋轉的頂塔，並加裝1挺7.62公釐機槍和1具紅外線探照燈。迫擊砲裝置在車體後半部，需要3個人才能操作，所以每套系統編制人員為5人。
火砲採外置式，是普姆機械製造工廠（Perm Machine Construction Work）設計的M-240 240公釐後膛裝填式迫擊砲，採彈艙方式給彈，由後膛裝填，彈艙為鼓形，每個可裝20枚各式砲彈，以電動或機械式擊發。主要使用兩種彈藥：一種是高爆破片砲彈，彈重130公斤，最大射程9,650公尺；另一種是火箭助推高爆破片砲彈，重量228公斤，最大射程可達20,000公尺。另外也可發射戰術核子砲彈、化學砲彈和其他特殊砲彈。
接獲射擊任務時，迫擊砲以遙控方式透過液壓驅動系統將底板置於地面，迫砲本體向後舉升，故射擊仰角介於正50至正80度之間，方向射界為左右各10度，以60度仰角持續射擊時，每次射擊間隔62秒，以80度仰角射擊則需要77秒。射擊後再裝填動作非常複雜緩慢，是本系統最大缺點。
在阿富汗戰爭和第二次車臣戰爭中均發現有參與其中。

## 使用國家
- 苏联、 俄羅斯：約430輛服役中[3]。
- 捷克：約80輛服役中[4]。
- 伊拉克
- 叙利亚（1982年在黎巴嫩冲突和2011年开始的内战中出现）
- 朝鮮民主主義人民共和國

## 外部連結
- Video of a Tyulpan mortar being fired（页面存档备份，存于）
- 2S4 Tyulpan description at the manufacturer's website
- 2S4 240mm Tulpan at armscontrol.ru
- www.globalsecurity.org（页面存档备份，存于）